# Johann Pedius Tethinger
Johann Pedius Tethinger (latinisiert: Ioannes Pedius Tethingerus; geb. um 1495 in Tübingen, gest. um 1558) war ein deutscher Lehrer, Geschichtsschreiber und lateinischsprachiger Dichter aus der ersten Hälfte des 16. Jahrhunderts.

## Leben
Das Wissen über Tethingers Leben ist lückenhaft. Er scheint in Tübingen geboren worden zu sein, da seinen Schriften regelmäßig der Zusatz Tubing: (d. h. ‘Tubingius’, ‘Tubingus’ oder ‘Tubinganus’) beigegeben ist.
Um das Jahr 1518 begann er eine pädagogische Karriere, worauf er selbst hinweist, und zwar in Freiburg im Breisgau, wo er 1533 auch Schulleiter der Particularschule war. In dieser Funktion war er bis 1553 mit großem Fleiß tätig und bewirkte eine merkliche Steigerung der Schülerzahlen.
Als Pädagoge bemühte er sich auch um das Zurverfügungstellen von geeigneten Schulbüchern und betätigte sich auf dem Gebiet der Geschichtsschreibung. Außerdem gab er einige Briefe des Erasmus von Rotterdam heraus; an diese Ausgabe hängte er eine Beschreibung der Stadt Freiburg und des Dorfes Herdern in elegischen Distichen an.

## Tethinger als Dichter

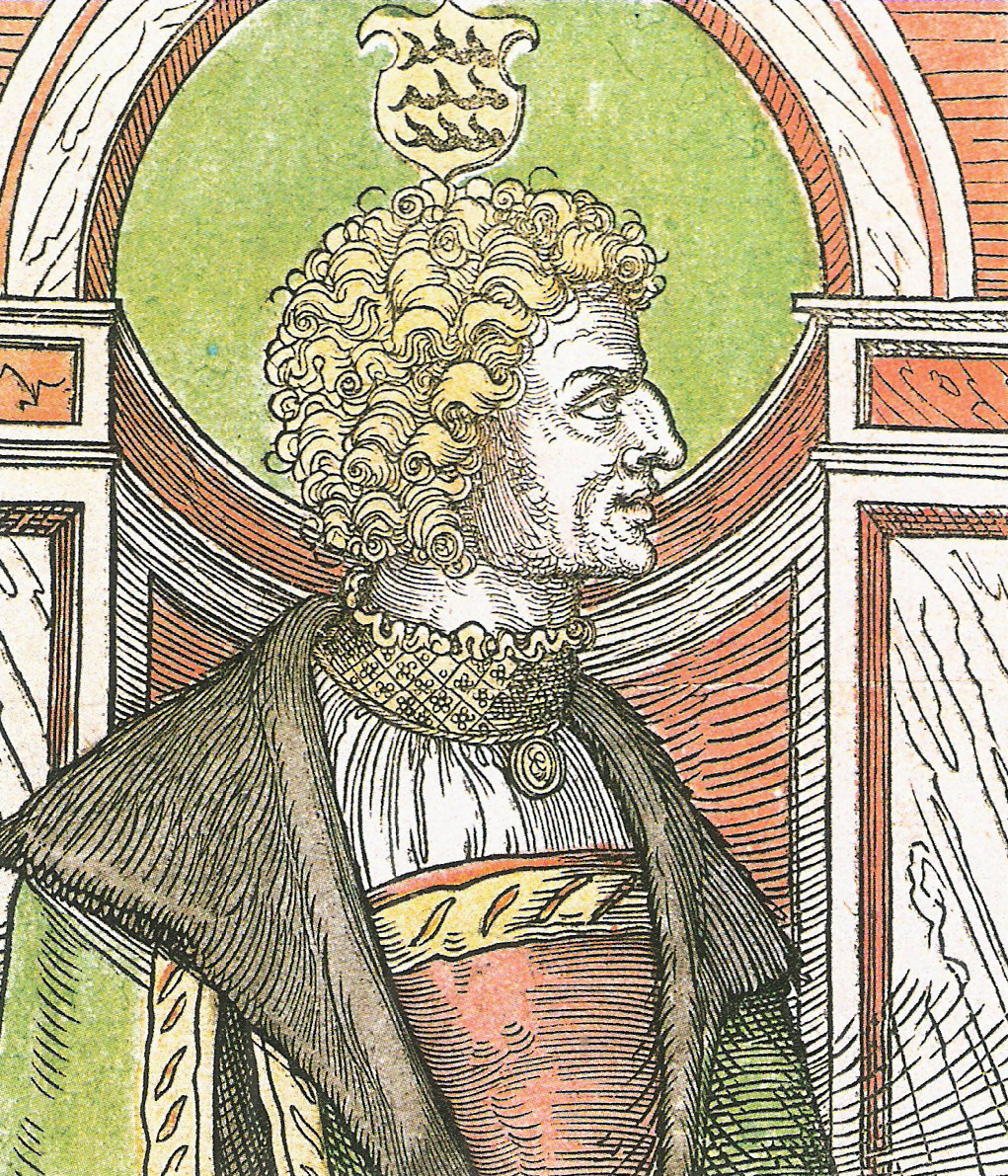
Herzog Ulrich von Württemberg, dessen Tugenden Tethinger über alles pries und besang

Sein Meisterwerk ist das Gedicht Wirtembergiae libri duo, in dem die von Herzog Ulrich geleisteten Heldentaten besungen werden, die Kriege gegen den Schwäbischen Bund und die Rückeroberung einzelner Gebiete Württembergs in den Jahren 1525 und 1534. Die erste Version, für die der Setzer den Titel Quattuor bella Wirtembergensia bevorzugte (obwohl Tethinger selbst De bellis Wirtembergicis quattuor in Auftrag gegeben hatte), kam 1534 heraus. Ihr folgte im Jahre 1545 eine Neuauflage mit zusätzlichem Prosakommentar und in stark erweiterter Form: faktisch handelte es sich um ein neues Werk.
Wirtembergia wurde lange Zeit für ein ernstzunehmendes Geschichtswerk gehalten, bis es im 19. Jahrhundert wegen seiner großen dichterischen Freiheit im Umgang mit geschichtlichen Tatsachen von Wissenschaftlern (Kritik kam v. a. von Leopold von Ranke, Ludwig Friedrich Heyd und Christoph Friedrich von Stälin) in Verruf geriet. Darüber hinaus ist auch zu bemerken, dass manches im lateinischen Versfluss bei Tethinger holperig wirkt und sogar Fehler in der Vokalquantität zu finden sind. Nichtsdestoweniger ist Wirtembergia eine Fundgrube für lateinische Ortsnamen, die anderswo kaum oder gar nicht zu finden sind.

## Werke
- Quatuor Bella Wirtembergensia, quae ante multos etiam annos, usque ad hodiernum diem in ea regione gesta sunt, Heroico Carmine diligenter descripta. [o. O.] 1534.
- Declinationum clasmata cum verborum coniugatione, per singulas interim terminationes, Themata, Praeterita, Supinaque brevissime complectentia, pro literaria pube conlecta. Freiburg 1543.
- D. Erasmi Rot. Epistolae breviores aliquot, lectuque iucundiores, in rem studiosae iuventutis nuperrime selectae, per Ioan. Pedium Tethingerum, apud nobile Brisgoiae Friburgum de trivio literatorem. Freiburg 1543.
- Wirtembergiae libri duo, quibus illustrissimi Wirtembergorum Principis Huldrichi, Ducis a Theck, Comitis a Monte Pelegardi etc. inclytissimi, res militiae domique gestae, in eo potissimo bello quod illi a Foederatis, aetate nostra, Suevis illatum fuit, carmine delineantur. Commentarius iisdem de rebus in tres libros divisus, amanti prosam magis adpositus. Freiburg 1545.